# Primera División de Nicaragua 2011-12
La Primera División de Nicaragua 2011-2012 será la temporada de la liga de máxima categoría de fútbol de Nicaragua para el segundo semestre de 2011 y el primer semestre de 2012. Participan en el 8 clubDepo

## Datos Preliminares
Campeón de Apertura Temporada Anterior: Walter Ferretti

Campeón de Clausura Temporada Anterior: Real Estelí

Campeón Nacional Temporada Anterior: Real Estelí

Equipos ascendidos de Segunda División: Juventus y Chinandega

Equipos descendidos a Segunda División: América y Xilotepelt

## Formato
Se divide el año futbolístico en dos torneos Apertura y Clausura.
Cada torneo tiene tres fases:
- La primera fase o temporada regular: los ocho clubes juegan dos partidos contra cada rival. Los cuatro mejores avanzan.
- La Segunda Fase o Ronda Semifinal los cuatro clubes juegan dos partidos contra cada rival. Los dos mejores avanzan.
- La Final dos partidos entre los dos mejores de la segunda fase.
Finalmente si un equipo gana los dos torneos será coronado Campeón Nacional
Si hay campeones diferentes el Campeón Nacional se definirá en una final a doble partido denominada "Finalísima".

## Descenso
Descenso Directo: Último de la tabla global de las temporadas regulares (28 jornadas).
Promoción: Doble partido entre el penúltimo de la tabla global de las temporadas regulares y el subcampeón de Segunda división. Ganador juega en Primera división y El perdedor en Segunda división.

## Equipos
Anexo:Equipos Participantes Primera División de Nicaragua 2011-2012
| Equipo                        | Departamento  | Ciudad     | Estadio                       |
| ----------------------------- | ------------- | ---------- | ----------------------------- |
| Chinandega Fútbol Club        | Chinandega    | Chinandega | Efraín Tijerino               |
| Club Deportivo Ocotal         | Nueva Segovia | Ocotal     | Glorias del Béisbol Segoviano |
| Club Deportivo Walter Ferreti | Managua       | Managua    | Olímpico IND                  |
| Diriangén Fútbol Club         | Carazo        | Diriamba   | Cacique Diriangén             |
| Juventus Fútbol Club          | Managua       | Managua    | Estadio Nacional Nicaragua    |
| Managua Fútbol Club           | Managua       | Managua    | Olímpico IND                  |
| Real Estelí Fútbol Club       | Estelí        | Estelí     | Independencia                 |
| Real Madriz Fútbol Club       | Madriz        | Somoto     | Municipal de Somoto           |

## Temporada regular
| Equipo         | Pts | PJ | PG | PE | PP | GF | GC | Dif |
| -------------- | --- | -- | -- | -- | -- | -- | -- | --- |
| Real Estelí    | 33  | 14 | 10 | 3  | 1  | 21 | 8  | +13 |
| Managua        | 25  | 14 | 8  | 1  | 5  | 22 | 15 | +7  |
| Walter Ferreti | 23  | 14 | 7  | 2  | 5  | 28 | 18 | +10 |
| Chinandega     | 23  | 14 | 7  | 2  | 5  | 16 | 15 | +1  |
| Diriangén      | 22  | 14 | 6  | 4  | 4  | 19 | 16 | +3  |
| Juventus       | 13  | 14 | 3  | 4  | 7  | 22 | 29 | -7  |
| Ocotal         | 10  | 14 | 3  | 1  | 10 | 20 | 33 | -13 |
| Real Madriz    | 9   | 14 | 2  | 3  | 9  | 17 | 31 | -14 |

| Real Estelí · Samuel Wilson 77'                                               | 1-0 (enlace roto disponible en Internet Archive; véase el historial, la primera versión y la última). | Ocotal .                                                                      | Independencia     | 6 de agosto | 19:00 |
| Managua .                                                                     | 0-3 (enlace roto disponible en Internet Archive; véase el historial, la primera versión y la última). | Chinandega · Roberto Chanampe 7'Pen · Adrián Morales 50' · Andrés Giraldo 64' | Cranshaw          | 7 de agosto | 11:00 |
| Diriangén · Jonathan Brigatis 58' · Marcos Román 72' · Jorge Portocarrero 90' | 3-3 (enlace roto disponible en Internet Archive; véase el historial, la primera versión y la última). | Juventus · Javier Dolmus 40' · Moisés Leguías 60'Pen · Henry García 73'       | Cacique Diriangén | 7 de agosto | 15:00 |
| Walter Ferreti · Norfran Lazo 24' 89' · Milton Bustos 53'                     | 3-2 (enlace roto disponible en Internet Archive; véase el historial, la primera versión y la última). | Real Madriz · Lesther Jarquín 35' · Byron Sauceda 43'                         | Cranshaw          | 7 de agosto | 15:00 |

| Chinandega .                                    | 0-2 (enlace roto disponible en Internet Archive; véase el historial, la primera versión y la última). | Diriangén · Erick Téllez 78' · Juan Carlos Narváez 90+'                                                | Efraín Tijerino     | 14 de agosto | 11:00 |
| Real Madriz · Ramón Pedroza 90' · .             | 1-4 (enlace roto disponible en Internet Archive; véase el historial, la primera versión y la última). | Real Estelí · Rudel Calero 23' · Manuel Rosas 34' · Elmer Mejía 46' · Wilbert Sánchez 88'              | Municipal de Somoto | 14 de agosto | 12:00 |
| Ocotal · Erick Sierra 17'                       | 1-2 (enlace roto disponible en Internet Archive; véase el historial, la primera versión y la última). | Managua · Luis Escobar 10' 58'                                                                         | Glorias del Béisbol | 14 de agosto | 15:00 |
| Juventus · Moisés Leguias 65' · Autogol 90' · . | 2-5 (enlace roto disponible en Internet Archive; véase el historial, la primera versión y la última). | Walter Ferreti · Norfran Lazo 15' 44' · Freddy Villareyna 23' · Darwin Ramírez 42' · Milton Bustos 72' | Olímpico IND        | 14 de agosto | 15:00 |

| Walter Ferreti · Norfran Lazo 18' · Armando Ismael Reyes 30' · Milton Bustos 35' 39' 41' · Freddy Villareina 54' | 6-1 | Chinandega · Roberto Chanampe 82'pen · .                                       | Olímpico IND        | 20 de agosto | 15:00 |
| Ocotal · Eduardo Rosas 10' · Ricardo Vega 26' · Marcos Rivera 49'                                                | 3-2 | Real Madriz · Byron Sauceda 85' · Enoc Salgado 88' · .                         | Glorias del Béisbol | 20 de agosto | 15:00 |
| Real Estelí · Elvis Figueroa 46' · Lusi Fernando Gonzáles 55'                                                    | 2-1 | Juventus · Moisés Leguías 82' · .                                              | Independencia       | 20 de agosto | 21:00 |
| Managua · Raúl Leguías 43' · .                                                                                   | 1-3 | Diriangén · Luis Peralta 48' · Allan Villavicencio 55' · Jonathan Brigatti 71' | Olímpico IND        | 21 de agosto | 15:00 |

| Diriangén · Juan Narváez 35' · Herbert Cabrera 73'                  | 2-1 | Walter Ferreti · Axel Villanueva 71' · . | Cacique Diriangén   | 24 de agosto | 15:00 |
| Chinandega .                                                        | 0-1 | Real Estelí · Samuel Wilson 90+'         | Efraín Tijerino     | 24 de agosto | 15:00 |
| Real Madriz · Byron Sauceda 12' · Alvin López 21'                   | 2-1 | Managua · Remmy Vanegas 37' · .          | Glorias del Béisbol | 24 de agosto | 15:00 |
| Juventus · Adolfo Vanegas 6' · Javier Dolmus 7' · Norlan Cuadra 70' | 3-1 | Ocotal · Ricardo Vega 84' · .            | Olímpico IND        | 24 de agosto | 15:00 |

| Real Madriz · Byron Sauceda 24' · Lester Jarquín 48' | 2-2 | Juventus · René Montoya 82' · Moisés Leguías 88' | Municipal de Somoto | 14 de septiembre | 12:00 |
| Ocotal · Ricardo Vega 33'                            | 1-1 | Chinandega · Andrés Giraldo 79'                  | Glorias del Béisbol | 14 de septiembre | 15:00 |
| Real Estelí · Elmer Mejía 69'                        | 1-1 | Diriangén · Bryan Johnson 30'                    | Independencia       | 14 de septiembre | 19:00 |
| Managua · Victor Castillo 36' 76'                    | 2-1 | Walter Ferreti · Freddy Villareina 14'           | Olímpico IND        | 14 de septiembre | 15:00 |

| Managua                       | 0-0 | Juventus      | Cranshaw          | 28 de septiembre | 15:00 |
| Chinandega · Alex Alonso 90+' | 1-0 | Real Madriz . | Efraín Tijerino   | 28 de septiembre | 15:00 |
| Diriangén                     | 0-0 | Ocotal        | Cacique Diriangén | 28 de septiembre | 15:00 |
| Walter Ferreti                | 0-0 | Real Estelí   | Olímpico IND      | 28 de septiembre | 15:00 |

| Real Estelí .                                                          | 0-1 | Managua · Darwin Salinas 35'                      | Independencia       | 10 de septiembre | 19:00 |
| Real Madriz · Tyron Acevedo · .                                        | 1-2 | Diriangén · Herbert Cabrera · Juan Carlos Narvaéz | Municipal de Somoto | 11 de septiembre | 12:00 |
| Juventus · Javier Dolmus 31'} · René Montoya 32' · Emerson Salinas 52' | 3-2 | Chinandega · Andrés Giraldo 3' · .                | Olímpico IND        | 11 de septiembre | 15:00 |
| Ocotal · Erick Sierra · .                                              | 1-2 | Walter Ferreti · Nofran Lazo · Ismael Reyes       | Glorias del Béisbol | 11 de septiembre | 15:00 |

| Real Madriz · Ramón Pedroza 15'pen 69'pen · . | 2-3 | Walter Ferreti · Ismael Reyes 1' · Milton Bustos 64' · Norfran Lazo 90+' | Municipal de Somoto | 17 de septiembre | 12:00 |
| Ocotal · Mario Morales 90+' · .               | 1-2 | Real Estelí · Elmer Mejía 28' · Luis González 84'                        | Glorias del Béisbol | 18 de septiembre | 15:00 |
| Juventus · Moisés Leguías 54'pen              | 1-2 | Diriangén · Bryan Johnson 55' 60'                                        | Olímpico IND        | 18 de septiembre | 15:00 |
| Chinandega · Andrés Giraldo 38'               | 1-0 | Managua .                                                                | Efraín Tijerino     | 18 de septiembre | 15:00 |

| Real Estelí · Samuel Wilson 41' · Félix Rodríguez 61' · Elmer Mejía 90'           | 3-0 | Real Madriz .                                    | Independencia     | 24 de Septiembre | 21:00 |
| Managua · Victor Castillo 10' 22' 30' · Raúl Leguías 48' 69' · Erwing Aguirre 80' | 6-0 | Ocotal .                                         | Cranshaw          | 25 de septiembre | 15:00 |
| Walter Ferreti · Freddy Villareina 26' · .                                        | 1-2 | Juventus · Adolfo Vanegas 21' · José Ramírez 32' | Olímpico IND      | 25 de septiembre | 15:00 |
| Diriangén .                                                                       | 0-1 | Chinandega · Andrés Giraldo 37'                  | Cacique Diriangén | 25 de septiembre | 15:00 |

| Real Madriz · Ronny Colón 58' · . | 1-4 | Ocotal · Ricardo Vega 25' 31' 85' · Miguel Ángel Sánchez 79'            | Municipal de Somoto | 2 de octubre | 12:00 |
| Juventus · René Montoya 53' · .   | 1-2 | Real Estelí · Elmer Mejía 14' · Rudel Calero 42'                        | Olímpico IND        | 2 de octubre | 15:00 |
| Chinandega                        | 0-0 | Walter Ferreti                                                          | Efraín Tijerino     | 2 de octubre | 15:00 |
| Diriangén .                       | 0-3 | Managua · Marcos Méndez 26' · Gabriel Avilés 86' · Christian Batis 90+' | Cacique Diriangén   | 2 de octubre | 15:00 |

| Ocotal · Ricardo Vega 55' 78' · Erick Sierra 28' (pen)             | 3-3 | Juventus · Adolfo Vanegas 1' 11' · Henry García 63'              | Glorias del Béisbol | 19 de octubre  | 15:00 |
| Managua · Raúl Leguías 20' · Remmy Vanegas 48' · Marcos Méndez 83' | 3-2 | Real Madriz · Raúl Leguías 14' (auto) · Tyrone Acevedo 90+3' · . | Cranshaw            | 2 de noviembre | 15:00 |
| Real Estelí · David Martínez 9'                                    | 1-0 | Chinandega .                                                     | Independencia       | 2 de noviembre | 15:00 |
| Walter Ferreti · Darwing Ramírez 90+3'                             | 1-0 | Diriangén .                                                      | Olímpico IND        | 2 de noviembre | 15:00 |

| Juventus · Adolfo Vanegas 54' · .                      | 1-2 | Real Madriz · Enoc Salgado 17' · Francisco Navarro 44' | Olímpico IND      | 26 de octubre | 15:00 |
| Chinandega · Adrián Morales 35' · Roberto Chanampe 50' | 2-1 | Ocotal · Ricardo Vega 48' · .                          | Efraín Tijerino   | 26 de octubre | 15:00 |
| Diriangén                                              | 0-0 | Real Estelí                                            | Cacique Diriangén | 26 de octubre | 15:00 |
| Walter Ferreti .                                       | 0-1 | Managua · Raúl Leguías 67'                             | Cranshaw          | 26 de octubre | 15:00 |

| Juventus .                          | 0-1 | Managua · Marcos Méndez 56'          | Olímpico IND        | 16 de octubre | 15:00 |
| Real Madriz .                       | 0-1 | Chinandega · Andrés Giraldo 32'      | Municipal de Somoto | 29 de octubre | 12:00 |
| Real Estelí · Rudell Calero 22' 54' | 2-1 | Walter Ferreti · Donald Parrales 43' | Independencia       | 29 de octubre | 21:00 |
| Ocotal .                            | 0-2 | Diriangén · Herbert Cabrera 74' 85'  | Glorias del Béisbol | 30 de octubre | 15:00 |

| Walter Ferreti · Freddy Villareina 24' · Norfran Lazo 53' · Armando Reyes 56' · Milton Bsutos 83' | 4-1 | Ocotal · Ricardo Vega 48' · .                                           | Olímpico IND      | 22 de octubre | 15:00 |
| Chinandega · Adrián Morales 14' · Christian Rodríguez 59' · Andrés Giraldo 62'                    | 3-0 | Juventus .                                                              | Efraín Tijerino   | 23 de octubre | 15:00 |
| Diriangén · Brayan Johnson 37' · McPerson Garth 90+2' · .                                         | 2-3 | Real Madriz · Lesther Jarquín 38' · Ronny Colón 81' · Byron Sauceda 88' | Cacique Diriangén | 23 de octubre | 15:00 |
| Managua · Christian Batiz 50' · .                                                                 | 1-2 | Real Estelí · José Montaño 21' · Félix Rodríguez 67'                    | Olímpico IND      | 23 de octubre | 15:00 |

## Fase semifinal
| Equipo         | Pts | PJ | PG | PE | PP | GF | GC | Dif |
| -------------- | --- | -- | -- | -- | -- | -- | -- | --- |
| Real Estelí    | 13  | 6  | 4  | 1  | 1  | 8  | 3  | +5  |
| Walter Ferreti | 8   | 6  | 2  | 2  | 2  | 12 | 10 | +2  |
| Managua        | 8   | 6  | 2  | 2  | 2  | 5  | 7  | -2  |
| Chinandega     | 4   | 6  | 1  | 1  | 4  | 6  | 11 | -5  |

| Managua · William Mendieta 62' · .                   | 1-2 | Chinandega · Andrés Giraldo 29' · Adrián Morales 69' | Olímpico IND  | 15 de noviembre | 15:00 |
| Real Estelí · Manuel Rosas 30' · Salvador García 47' | 2-1 | Walter Ferreti Norfran Lazo ´56 .                    | Independencia | 15 de noviembre | 21:00 |

| Chinandega .                         | 0-1 | Real Estelí · Elmer Mejía 13' (pen) | Efraín Tijerino | 20 de noviembre | 15:00 |
| Walter Ferreti · Darwing Ramírez 12' | 1-1 | Managua · Raúl Leguías 55' (pen)    | Olímpico IND    | 20 de noviembre | 15:00 |

| Walter Ferreti · Axel Villanueva 8' · Norfran Lazo 37' · Milton Bustos 75' | 3-2 | Chinandega · Andrés Giraldo 50' 89' (pen) · . | Olímpico IND               | 23 de noviembre | 15:00 |
| Managua · Víctor Castillo 60'                                              | 1-0 | Real Estelí .                                 | Estadio Nacional Nicaragua | 23 de noviembre | 15:00 |

| Walter Ferreti · Darwing Ramírez 88' · . | 1-2 | Real Estelí · Samuel Wilson 6' · José Montano 75' | Olímpico IND    | 27 de noviembre | 15:00 |
| Chinandega .                             | 0-1 | Managua · Raúl Leguias 89'                        | Efraín Tijerino | 27 de noviembre | 15:00 |

| Real Estelí · Elmer Mejía 65' · Eliuth Zeledón 68' · Wilber Sánchez 87' | 3-0 | Chinandega .                                                    | Independencia | 30 de noviembre | 19:00 |
| Managua · Erwing Aguirre 80' · .                                        | 1-4 | Walter Ferreti · Darwing Ramírez 9' 32' 85' · Milton Bustos 77' | Olímpico IND  | 30 de noviembre | 15:00 |

| Real Estelí                                      | 0-0 | Managua                                                 | Independencia   | 4 de diciembre | 15:00 |
| Chinandega · Andrés Giraldo 8' · Erlin Morán 52' | 2-2 | Walter Ferreti · Quesler Rizo 16' · Darwing Ramírez 23' | Efraín Tijerino | 4 de diciembre | 15:00 |

## Final
| Fecha           | Ciudad  | Equipo local   | Resultado | Equipo visitante |
| --------------- | ------- | -------------- | --------- | ---------------- |
| 11 de diciembre | Managua | Walter Ferreti | 1 - 1     | Real Estelí      |
| 18 de diciembre | Estelí  | Real Estelí    | 3 - 2     | Walter Ferreti   |

| 11 de diciembre de 2011 | Walter Ferreti     | 1:1 | Real Estelí    | Olímpico IND, Managua |  |
|                         | Darwin Ramírez 70' |     | Elmer Mejía 3' |                       |  |

| 16 de diciembre de 2011 | Real Estelí                                                              | 3:2 | Walter Ferreti                               | Independencia, Estelí |  |
|                         | Mario García 59' (auto) · Elmer Mejía 66' · Luis Fernando González 90+3' |     | Quesler Rizo 41'(pen.) · Darwing Ramírez 79' |                       |  |

| Nicaragua           |
| Campeón Real Estelí |

## Goleadores
| Jugador         | Equipo         | Goles |
| --------------- | -------------- | ----- |
| Andrés Giraldo  | Chinandega     | 12    |
| Ricardo Vega    | Ocotal         | 10    |
| Norfran Lazo    | Walter Ferreti | 10    |
| Milton Bustos   | Walter Ferreti | 9     |
| Elmer Mejía     | Real Estelí    | 9     |
| Darwing Ramírez | Walter Ferreti | 9     |

## Temporada regular
| Equipo         | Pts | PJ | PG | PE | PP | GF | GC | Dif |
| -------------- | --- | -- | -- | -- | -- | -- | -- | --- |
| Real Estelí    | 32  | 14 | 10 | 2  | 2  | 27 | 8  | +19 |
| Walter Ferreti | 21  | 14 | 6  | 3  | 5  | 17 | 12 | +5  |
| Diriangén      | 21  | 14 | 5  | 6  | 3  | 15 | 12 | +3  |
| Managua        | 21  | 14 | 5  | 6  | 3  | 19 | 17 | +2  |
| Ocotal         | 20  | 14 | 6  | 2  | 6  | 22 | 24 | -2  |
| Real Madriz    | 15  | 14 | 4  | 3  | 7  | 18 | 23 | -5  |
| Juventus       | 15  | 14 | 4  | 3  | 7  | 19 | 22 | -3  |
| Chinandega     | 8   | 14 | 1  | 5  | 8  | 11 | 30 | -19 |

| Managua · Remmy Vanegas 49' 74' · Raúl Leguías 87' · José Flores 90+3'                                  | 4-1 | Chinandega · Abnel Alvarado 90' (pen) · . | Olímpico IND      | 21 de enero | 15:00 |
| Diriangén · Eulises Pavón 90+2'                                                                         | 1-0 | Juventus .                                | Cacique Diriangén | 21 de enero | 15:00 |
| Real Estelí · Manuel Rosas 40' (pen) 48' (pen) · Elmer Mejía 44' · Samuel Wilson 62' · Rudel Calero 71' | 5-1 | Ocotal · Erick Sierra 32' (pen) · .       | Independencia     | 21 de enero | 21:00 |
| Walter Ferreti · Norfran Lazo 81'                                                                       | 1-2 | Real Madriz · Ronny Colón 45+1' 50'       | Olímpico IND      | 22 de enero | 15:00 |

| Real Madriz .                                                    | 0-2 | Real Estelí · Samuel Wilson 42' · Elmer Mejía 63' | Municipal Somoto    | 29 de enero | 11:00 |
| Ocotal · Mario Morales 40' · Miguel Masis 44' · Ricardo Vega 52' | 3-1 | Managua · Remmy Vanegas 8' · .                    | Glorias del Béisbol | 29 de enero | 15:00 |
| Juventus .                                                       | 0-2 | Walter Ferreti · Milton Bustos 35' (P) 75' (P)    | Olímpico IND        | 29 de enero | 15:00 |
| Chinandega                                                       | 0-0 | Diriangén                                         | Efraín Tijerino     | 29 de enero | 15:00 |

| Real Estelí · Wilbert Sánchez 90+'                                          | 1-0 | Juventus .                                                                        | Independencia       | 3 de febrero | 19:00 |
| Managua · Remmy Vanegas 74'                                                 | 1-1 | Diriangén · Ulises Pavón 90+'                                                     | Olímpico IND        | 3 de febrero | 15:00 |
| Walter Ferreti · Osman Delgado 6' · Kenneth Vanegas 22' · Josué Quijano 40' | 3-1 | Chinandega · Léster Bonilla 50' · .                                               | Olímpico IND        | 4 de febrero | 15:00 |
| Ocotal · Erick Sierra 58' (pen) · .                                         | 1-3 | Real Madriz · Juan Carlos Vílchez 3' · Miguel Sánchez 5' (pen) · Luis Grandiz 13' | Glorias del Béisbol | 4 de febrero | 15:00 |

| Chinandega · Christian Rodríguez 28' · .                                                  | 1-2 | Real Estelí · Rudel Calero 47' · Samuel Wilson 90+' | Efraín Tijerino   | 8 de febrero | 15:00 |
| Diriangén                                                                                 | 0-0 | Walter Ferreti                                      | Cacique Diriangén | 8 de febrero | 15:00 |
| Real Madriz · Miguel Angél Sánchez 4'                                                     | 1-1 | Managua · René Christian Bathiz 75'                 | Municipal Somoto  | 8 de febrero | 15:00 |
| Juventus · Raúl Fuentes 24' · Victor Carrasco 28' · Henry García 46' · Adolfo Vanegas 70' | 4-1 | Ocotal · Erick Sierra 52' · .                       | Olímpico IND      | 8 de febrero | 15:00 |

| Real Estelí · Rudel Calero 19' · Manuel Rosas 34' (pen) · Félix Rodríguez 56' | 3-0 | Diriangén .                                                    | Independencia       | 11 de febrero | 19:00 |
| Managua .                                                                     | 0-3 | Walter Ferreti · Darwing Ramírez 18' 27' · Axel Villanueva 78' | Olímpico IND        | 12 de febrero | 15:00 |
| Ocotal · Erick Sierra 6' (pen) · Byron Maradiaga 42' · José Martínez 76' 82'  | 4-0 | Chinandega .                                                   | Glorias del Béisbol | 12 de febrero | 15:00 |
| Real Madriz · Miguel Ángel Sánchez 67' · Ronny Colón 75'                      | 2-3 | Juventus · Víctor Carrasco 45' 53' 68' · .                     | Municipal Somoto    | 12 de febrero | 15:00 |

| Managua · Raúl Leguias 60'                  | 1-0 | Juventus .                                             | Olímpico IND     | 18 de febrero | 15:00 |
| Chinandega · Jonathan Brigati 49' 70' · .   | 2-2 | Real Madriz · Víctor Morales 80' · Juan Vílchez 89'    | Efraín Tijerino  | 19 de febrero | 15:00 |
| Diriangén · David Solórzano 8' 55'          | 2-0 | Ocotal .                                               | Cacique Diriagén | 19 de febrero | 15:00 |
| Walter Ferreti · Freddy Villareina 90+' · . | 1-2 | Real Estelí · Fernando Alvez 17' · Wilbert Sánchez 41' | Olímpico IND     | 19 de febrero | 15:00 |

| Real Estelí · Felix Rodríguez 42' | 1-1 | Managua · Marcos Méndez 85'        | Independencia       | 29 de febrero | 19:00 |
| Ocotal .                          | 0-1 | Walter Ferreti · Mario García 23'  | Glorias del Béisbol | 29 de febrero | 15:00 |
| Real Madriz                       | 0-0 | Diriangén                          | Municipal Somoto    | 29 de febrero | 15:00 |
| Juventus .                        | 0-1 | Chinandega · Jonathan Brigatti 71' | Olímpico IND        | 29 de febrero | 15:00 |

| Ocotal .                                         | 0-2 | Real Estelí · Rudel Calero 48' · Jeffrey Araica 90+'                     | Glorias del Béisbol | 4 de marzo | 15:00 |
| Real Madriz · Miguel Ángel Sánchez · Luis Gradiz | 2-1 | Walter Ferreti · Darwing Ramírez · .                                     | Municipal Somoto    | 4 de marzo | 15:00 |
| Juventus · Xavier Dolmus 90+' · .                | 1-3 | Diriangén · Víctor Castill 45+' · Christian Mena 72' · Luis Olivares 75' | Olímpico IND        | 4 de marzo | 15:00 |
| Chinandega                                       | 0-0 | Managua                                                                  | Efraín Tijerino     | 4 de marzo | 15:00 |

| Real Estelí · Fernando Alvez 39' · Wilbert Sánchez 48' · Rudell Calero 66' | 3-0 | Real Madriz .                                 | Estadio Nacional Nicaragua | 10 de marzo | 19:00 |
| Managua .                                                                  | 0-2 | Ocotal · Erick Sierra 66' · Mario Morales 87' | Olímpico IND               | 10 de marzo | 15:00 |
| Diriangén                                                                  | 0-0 | Chinandega                                    | Cacique Diriangén          | 11 de marzo | 15:00 |
| Walter Ferreti                                                             | 0-0 | Juventus                                      | Olímpico IND               | 11 de marzo | 15:00 |

| Juventus .                       | 0-2 | Real Estelí · Wilbert Sánchez 7' · Jeffrey Araica 75' | Olímpico IND      | 17 de marzo | 15:00 |
| Real Madriz .                    | 0-1 | Ocotal · Josué Ordonez 80'                            | Municipal Somoto  | 18 de marzo | 11:00 |
| Diriangen · Marcos Román 60' 70' | 2-2 | Managua · Christian Batiz 61' 82'                     | Cacique Diriangén | 18 de marzo | 15:00 |
| Chinandega .                     | 0-1 | Walter Ferreti · Darwing Ramírez 73'                  | Efraín Tijerino   | 18 de marzo | 15:00 |

| Real Estelí · Félix Rodríguez 23' · Fernando Alvez 24' · Gabriel Avilés 75' | 3-1 | Chinandega · Jonathan Brigatti 89' · .                               | Estadio Nacional Nicaragua | 21 de marzo | 19:00 |
| Managua · Darwing Salinas 65' · William Mendieta 71' · Remmy Vanegas 73'    | 3-0 | Real Madriz .                                                        | Olímpico IND               | 21 de marzo |       |
| Ocotal · Ricardo Vega 44' · Marcos Rivera 58' · Erick Sierra 65'            | 3-3 | Juventus · Víctor Carrasco 43' · René Montoya 67' · Henry García 71' | Glorias del Béisbol        | 21 de marzo | 15:00 |
| Walter Ferreti · Kenny Vanegas 88' · Freddy Villareina 90'                  | 2-1 | Diriangén · Herbert Cabrera 42' · .                                  | Olímpico IND               | 21 de marzo |       |

| Juventus · Edgard Callejas 12' · René Montoya 51' | 2-1 | Real Madriz · Enoc Salogado 90+' (pen) · .          | Olímpico IND      | 25 de marzo |       |
| Chinandega · Jorge Loáisiga 65' · Jorge Núñez 85' | 2-2 | Ocotal · José Martínez 33' · Erick Sierra 90+'      | Efraín Tijerino   | 25 de marzo | 15:00 |
| Diriangén · Eulises Pavón 7'                      | 1-0 | Real Estelí .                                       | Cacique Diriangén | 25 de marzo | 15:00 |
| Walter Ferreti · Mario García 52' (pen) · .       | 1-2 | Managua · Andrés Giraldo 62' · William Mendieta 83' | Olímpico IND      | 25 de marzo |       |

| Real Estelí · Elmer Mejía 88'                                                        | 1-1 | Walter Ferreti · Ronald Pérez 15'                     | Estadio Nacional Nicaragua | 31 de marzo | 19:00 |
| Juventusv · Henry García 33' 41' · .                                                 | 2-2 | Managua · Raúl Leguías 17' (pen) · Erwing Aguirre 68' | Olímpico IND               | 1 de abril  | 15:00 |
| Real Madriz · Miguel Sánchez 2' 17' 90+' · Lesther Jarquín 22' · Kevin Hernández 87' | 5-0 | Chinandega .                                          | Municipal Somoto           | 1 de abril  | 15:00 |
| Ocotal · José Otoniel Martínez 45+' 89' · Byron Maradiaga 54'                        | 3-1 | Diriangén · Eulises Pavón 30' · .                     | Glorias del Béisbol        | 1 de abril  | 15:00 |

| Managua · Erwing Aguirre 80'                            | 1-0 | Real Estelí .                                            | Estadio Nacional Nicaragua | 4 de abril | 15:00 |
| Walter Ferreti .                                        | 0-1 | Ocotal · Erick Sierra 71'                                | Olímpico IND               | 4 de abril | 15:00 |
| Diriangén · Eulises Pavón 11' · Herbert Cabrera 51' 71' | 3-0 | Real Madriz .                                            | Cacique Diriangén          | 4 de abril | 15:00 |
| Chinandega · Jonathan Brigatti 21' 61' · .              | 2-4 | Juventus · Javier Dolmus 50' 53' · José Rosales 89' 90+' | Efraín Tijerino            | 4 de abril | 15:00 |

## Fase semifinal
| Equipo         | Pts | PJ | PG | PE | PP | GF | GC | Dif |
| -------------- | --- | -- | -- | -- | -- | -- | -- | --- |
| Real Estelí    | 14  | 6  | 4  | 2  | 0  | 9  | 3  | +6  |
| Diriangén      | 12  | 6  | 4  | 0  | 2  | 11 | 5  | +6  |
| Managua        | 7   | 6  | 2  | 1  | 3  | 6  | 11 | -5  |
| Walter Ferreti | 1   | 6  | 0  | 1  | 5  | 6  | 13 | -7  |

| Walter Ferreti · Medardo Martínez 12' · Armando Reyes 43' ·             | 2-3 | Managua · Remmy Vanegas 16' 50' · William Mendieta 70' | Estadio Nacional Nicaragua | 14 de abril | 15:00 |
| Real Estelí · Juan Barrera 23' · Rudell Calero 60' · Franklin López 89' | 3-0 | Diriangén .                                            | Estadio Nacional Nicaragua | 14 de abril | 19:00 |

| Managua .                    | 0-1 | Real Estelí · Elmer Mejía 23' | Estadio Nacional Nicaragua | 18 de abril | 19:00 |
| Diriangén · Erick Téllez 46' | 1-0 | Walter Ferreti .              | Cacique Diriangén          | 18 de abril | 15:00 |

| Walter Ferreti · Milton Bustos 12'                                         | 1-1 | Real Estelí · Samuel Wilson 61' | Olímpico IND      | 22 de abril | 15:00 |
| Diriangén · Luis Olivares 6' · Eulises Pavón 23' · Juan Carlos Narvaéz 80' | 3-0 | Managua .                       | Cacique Diriangén | 22 de abril | 15:00 |

| Dirangén | 0-1 | Real Estelí    | Cacique Diriangén          | 29 de abril | 15:00 |
| Managua  | 2-1 | Walter Ferreti | Estadio Nacional Nicaragua | 29 de abril | 15:00 |

| Real Estelí · Samuel Wilson 85'      | 1-1 | Managua · Eddy Espino 35'                                                         | Estadio Nacional Nicaragua | 6 de mayo | 15:00 |
| Walter Ferreti · Jesse López 84' · . | 1-4 | Diriangén · David Solórzano 27' 43' · Herbert Cabrera 32' · Alejandro Tapia 45+1' | Cacique Diriangén          | 6 de mayo | 15:00 |

| Real Estelí | 2-1 | Walter Ferreti | Estadio Nacional Nicaragua | 9 de mayo | 15:00 |
| Managua     | 0-3 | Diriangén      | Olímpico IND               | 9 de mayo | 15:00 |

## Final
| Fecha      | Ciudad  | Equipo local | Resultado | Equipo visitante |
| ---------- | ------- | ------------ | --------- | ---------------- |
| 13 de mayo | Managua | Diriangén    | 0 - 3     | Real Estelí      |
| 19 de mayo | Managua | Real Estelí  | 3 - 1     | Diriangén        |

| 13 de mayo de 2011 | Diriangén | 0:3 | Real Estelí                                | Olímpico IND, Managua |  |
|                    |           |     | Marlon Medina 5' · Félix Rodríguez 35' 57' |                       |  |

| 19 de mayo de 2012 | Real Estelí | 3:1 | Diriangén | Estadio Nacional Nicaragua, Managua |  |

| Nicaragua           |
| Campeón Real Estelí |

## Goleadores
| Jugador              | Equipo      | Goles |
| -------------------- | ----------- | ----- |
| Erick Sierra         | Ocotal      | 8     |
| Miguel Ángel Sánchez | Real Madriz | 7     |
| Remy Vanegas         | Managua     | 7     |
| Jonathan Brigatti    | Chinandega  | 6     |
| Rudel Calero         | Real Estelí | 6     |
| Eulises Pavón        | Diriangén   | 6     |
| José Martínez        | Ocotal      | 5     |
| Víctor Carrasco      | Juventus    | 5     |

## Tabla Global
Sumatoria de las Temporadas Regulares de Apertura y Clausura
|  | Campeón Nacional                                          |
|  | Calificado a la Concacaf Liga Campeones 2012-2013         |
|  | Jugara Promoción contra el subcampeón de Segunda División |
|  | Desciende a Segunda División                              |

| Equipo         | Pts | PJ | PG | PE | PP | GF | GC | Dif |
| -------------- | --- | -- | -- | -- | -- | -- | -- | --- |
| Real Estelí    | 65  | 28 | 20 | 5  | 3  | 48 | 16 | +32 |
| Managua        | 46  | 28 | 13 | 7  | 8  | 41 | 32 | +9  |
| Walter Ferreti | 44  | 28 | 13 | 5  | 10 | 45 | 30 | +15 |
| Diriangén      | 43  | 28 | 11 | 10 | 7  | 34 | 28 | +6  |
| Chinandega     | 31  | 28 | 8  | 7  | 13 | 27 | 45 | -18 |
| Ocotal         | 29  | 28 | 8  | 5  | 15 | 39 | 55 | -16 |
| Juventus       | 28  | 28 | 7  | 7  | 14 | 41 | 51 | -10 |
| Real Madriz    | 25  | 28 | 7  | 4  | 17 | 38 | 56 | -18 |